# Georg von Dehn-Schmidt

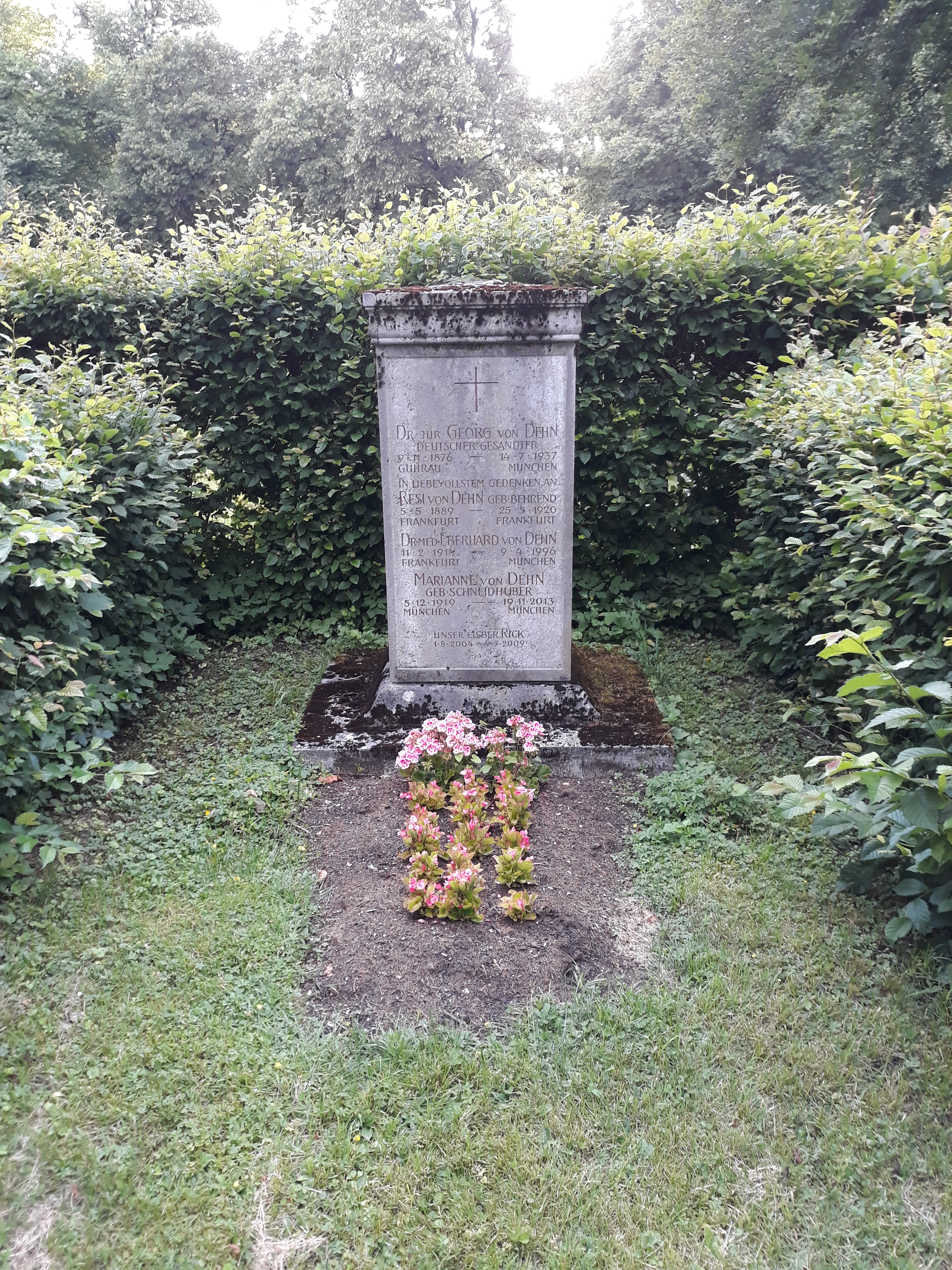
Das Grab von Georg von Dehn-Schmidt im Familiengrab auf dem Nordfriedhof (München)

Georg von Dehn-Schmidt (geboren 9. November 1876 in Guhrau, Niederschlesien; gestorben 14. Juli 1937 in München) war ein deutscher Diplomat im Deutschen Kaiserreich, in der Weimarer Republik und in der Zeit des Nationalsozialismus.

## Leben
Als Sohn eines Kreistierarztes besuchte Schmidt das Comenius-Gymnasium Lissa. Ab 1898 studierte er Rechtswissenschaft an der Universität Jena und der Friedrichs-Universität Halle. 1899 wurde er Mitglied des Corps Guestphalia Halle. Als Inaktiver wechselte er an die Friedrich-Wilhelms-Universität Berlin. Das Referendarexamen machte er 1901 an der Schlesischen Friedrich-Wilhelms-Universität Breslau. Er rückte im selben Jahr als Einjährig-Freiwilliger ein und promovierte in Leipzig zum Dr. iur. 1903/04 studierte er Russisch am Seminar für Orientalische Sprachen in Berlin.
Im Januar 1907 bestand er die Assessorprüfung. Er wurde im Februar 1907 von Caroline Knorr, geb. von Dehn, adoptiert; er änderte 1921 seinen Namen in von Dehn-Schmidt. 1908 wurde er in den Auswärtigen Dienst des Deutschen Reiches einberufen. Seine ersten Auslandseinsätze waren Amsterdam und London. Bei Ausbruch des Ersten Weltkriegs als Leutnant eingezogen, wurde er 1915 zum Generalgouverneur Moritz von Bissing in das besetzte Generalgouvernement Belgien nach Brüssel abgeordnet. 1917 kehrte er in den Auswärtigen Dienst zurück nach Berlin. Hier erfolgte sein Einsatz in der Abteilung IV (Nachrichten).
Seine ersten Stationen nach Kriegsende waren London und Liverpool. Ab Juni 1923 leitete von Dehn-Schmidt das neu eingerichtete Generalkonsulat in Dublin in der Republik Irland. Mit seiner Umwandlung zur Gesandtschaft wurde er 1930 Gesandter. Von Dehn-Schmidt hatte sich 1934 um die Aufnahme in die NSDAP beworben. Diese wurde von der Dubliner Ortsgruppe der NSDAP/AO, seit Juni 1934 unter der Führung von Adolf Mahr, verhindert. Er wiederholte seinen Aufnahmeantrag im Februar 1937. Im August 1934 wechselte er als Gesandter nach Bukarest. Von Dehn-Schmidt wurde im Februar 1935 in den Ruhestand versetzt, nachdem Mahr ein Pressefoto Dehns in den Stürmer lanciert hatte, das ihn zeigte, wie er dem Apostolischen Nuntius Paschal Robinson bei seiner Verabschiedung in Dublin den Ring küsste. Der Vorgang wurde auch in einem inoffiziellen Gespräch zwischen dem damaligen irischen Botschafter in Berlin Charles Bewley mit dem Ministerialdirektor Hans-Heinrich Dieckhoff thematisiert.

## Schriften
- Georg Schmidt: Wille und Erklärung : ein Beitrag zur Lehre vom Rechtsgeschäft: §§ 116 Satz 2, 117 Abs. 1 und 118 B.G.B. in geschichtlicher und vergleichender Darstellung. Halle a.S. : Kaemmerer, 1902, Diss. Leipzig 1901.